# Поддай пару!
Поддай пару! (англ. Raising Steam) — сороковая книга цикла «Плоский мир» английского писателя Терри Пратчетта, заключительный роман трилогии о Мойсте фон Липвиге. Вышла в ноябре 2013 года в издательстве «Doubleday», в 2017 году была выпущена  издательством «Эксмо» на русском языке в переводе Е. Шульги и с иллюстрацией А. Дубовика на обложке.

## Предыстория
Новая книга из цикла «Плоский мир» впервые упоминалась во время рекламного тура второй книги о фон Липвиге — «Делай деньги» под названием «Raising Taxes» («Повышая налоги»).
Кроме того, в конце книги «Делай деньги» патриций Витинари в беседе со своим секретарём обсуждает вопрос об устаревших методах работы и предполагаемом выходе на пенсию министра налогообложения мистера Штампа. Имя Мойста фон Липвига как преемника при этом явно не упоминается, но подразумевается контекстом беседы.
Однако в марте 2013 года в официальном твиттере Терри Пратчетта было опубликовано название новой книги «Raising Steam». В одном из интервью Пратчетт сказал, что в новой книге будет введён абсолютно новый персонаж.

## Сюжет
Дик Симнел, инженер-самоучка из Сто Лата, изобрёл паровоз. Изобретением заинтересовался анк-морпоркский бизнесмен Гарри Король, который пообещал Симнелу инвестиции. Лорд Витинари поручил Мойсту фон Липвигу представлять анк-морпоркские власти в Управлении железных дорог.

## Персонажи

### Главные герои
1. Мойст фон Липвиг
2. Хэвлок Витинари
3. Гарри Король
4. Дик Симнел
5. Адора Белла Диерхарт

### Второстепенные персонажи
1. Сэмюэль Ваймс
2. Рисс, Король под Горой

Также упоминается Ринсвинд и многие другие персонажи Плоского мира.